# Michał Lityński
 (juin 2018).
Michał Lityński (né le 14 juin 1906 à Łódź - mort le 5 mars 1989 à Varsovie) est un médecin polonais, juste parmi les nations. En 1953, deux ans avant Jerome Conn il décrit l'hyperaldostéronisme primaire,

## Biographie
Il étudie la médecine à l'université de Varsovie dans les années 1925 - 1931 en tant qu'aspirant du Centre de santé des armées. Entre novembre 1932 et mars 1936 il travaille à Toruń. En 1936 il devient chef de service de médecine interne de l'hôpital militaire à Varsovie.
Au début de la Seconde Guerre mondiale il devient le commandant de l'hôpital militaire de Garwolin pour ensuite reprendre son poste de chef de service à Varsovie. Il rejoint l'Armia Krajowa. Il cache dans son service des résistants blessés ainsi que des Juifs rescapés du ghetto. Pendant l'insurrection de Varsovie il organise une infirmerie dans le centre-ville. Vers la fin de la guerre il soigne les partisans à Puszcza Mariańska.
Après la guerre il travaille à Gdańsk pour revenir, en 1946 à Varsovie où il obtient le poste de chef de service de l'institut de tuberculose à l'Hôpital Wolski.
En 1986 il est honoré juste parmi les nations par le Yad Vashem,.